# Scrapter ruficornis
Scrapter ruficornis är en biart som först beskrevs av Cockerell 1916.  Scrapter ruficornis ingår i släktet Scrapter och familjen korttungebin. Inga underarter finns listade i Catalogue of Life.